# Diego Dias
Ne doit pas être confondu avec Diogo Dias.
Diego Dias est un joueur international brésilien de rink hockey né le 13 mai 1995. Il évolue, en 2015, au sein du Benfica Lisbonne.

## Palmarès
En 2015, il participe au championnat du monde de rink hockey en France.